# کنگرلوها
کنگرلوها طایفه‌ای ترک هستند از ایل بزرگ استاجلو از زمان صفویان به خراسان آمده‌اند. در عالم آرای عباسی آمده؛ محمد بیگ کنگرلو، حسب الاعلی به حکومت تون (فردوس) و طبس  منصوب شد و با طایفه خود برای جلوگیری ازبکان در آن مناطق اسکان یافتند.
ازبکان به آن محدوده تاختند و قلعه تون را به تصرف در آوردند. مصطفی بیگ کنگرلو با دویست و پنجاه نفر از رزمندگان استاجلو و کنگرلو ملازمان خود از طبس به تون رفت و با ازبکان به نبرد پرداخت. برای ازبکان نیروی کمکی به فرماندهی یتیم سلطان رسید، مصطفی بیگ در جنگ با ازبکان کشته شد، شاه عباس کبیر، حکومت تون و طبس را به تیمور سلطان کنگرلو، قوم او تقویض کرد.